# 중앙로 (속초 고성)
중앙로(Jungang-ro)는 강원특별자치도 속초시 교동 교동삼거리에서 고성군 토성면 용촌삼거리를 잇는 도로이다.

## 주요 경유지
강원특별자치도
- 속초시 (교동 . 동명동 . 영랑동) - 고성군 (토성면)

## 노선
| 이름         | 접속 노선                          | 소재지 | 소재지 | 비고 |
| ------------ | ---------------------------------- | ------ | ------ | ---- |
| 교동삼거리   | 국도 제7호선 (동해대로)            | 속초시 | 교동   |      |
| 수복탑사거리 | 국가지원지방도 제56호선 (장안로)   | 속초시 | 동명동 |      |
| 영랑교삼거리 | 번영로                             | 속초시 | 영랑동 |      |
| 영랑교       |                                    | 속초시 | 영랑동 |      |
| 용촌교       |                                    | 고성군 | 토성면 |      |
| 용촌삼거리   | 국도 제7호선 (동해대로) 잼버리동로 | 고성군 | 토성면 |      |

## 주요 건물 및 시설
- 현대자동차 속초북부지점 (중앙로 8/교동 670-13)
- CU 속초교동중앙점 (중앙로 17/교동 668-1)
- 새마을금고 속초새마을금고 청학지점 (중앙로 81/청학동 482-281)
- 스타벅스 속초중앙로점 (중앙로 123/금호동 484-6)
- 파리바게뜨 속초중앙로점 (중앙로 125-1/금호동 479-46)
- 수협 속초시수협 (중앙로 128-1/금호동 479-24)
- 올리브영 속초점 (중앙로 132/금호동 479-5)
- CU 속초중앙점 (중앙로 134/중앙동 481-28)
- 베스킨라빈스 속초중앙점 (중앙로 136/중앙동 479-16)
- KB국민은행 속초지점 (중앙로 154/중앙동 468-75)
- GS25 속초중앙점 (중앙로 161-2/중앙동 468-40)
- 우리은행 속초지점 (중앙로 163/중앙동 468-40)
- 농협 속초시지부 (중앙로 165/중앙동 468-39)
- 중앙치안센터 (중앙로 170/중앙동 468-19)
- GS25 속초힐스테이트점 (중앙로 174/중앙동 468-217)
- 속초우체국 (중앙로 175/중앙동 468-3)
- 속초시 청 (중앙로 183/중앙동 469-6)
- 농협 속초시정출장소 (중앙로 183/중앙동 469-6)
- 이마트에브리데이 속초영랑점 (중앙로 323/영랑동 163-21)
- 영랑치안센터 (중앙로 325/영랑동 163-10)
- 영랑초등학교 (중앙로 331/영랑동 163-1)
- S-OIL 여정주유소 (중앙로 355/영랑동 149-16)
- 영랑동주민센터 (중앙로 403/장사동 634-4)
- 속초모래기우편 취급국 (중앙로 403/장사동 634-10)
- 새마을금고 금강새마을금고 본점 (중앙로 410/장사동 625-1)
- CU 속초장사점 (중앙로 410-1/장사동 624-2)
- 강원극동방송 (중앙로 465/장사동 500-4)
- SK에너지 용촌주유소 (중앙로 511/용촌리 67)
- CU 고성용촌점 (중앙로 519/용촌리 74-5)